# Сражение на реке Копрат
Сражение на реке Копрат — вооружённое столкновение, состоявшееся летом 316 года до н. э. между войсками Эвмена и Антигона в ходе Второй войны диадохов.
Во время переправы войска Антигона через реку Копрат Эвмен выбрал наиболее подходящий момент, когда воины противника были абсолютно неподготовленными к нападению. В ходе последующего сражения погибло или попало в плен большинство воинов Антигона, которые переправились на восточный берег реки. Военачальник был вынужден только наблюдать за уничтожением части своего войска. Сражение, хоть и стало чувствительным поражением для Антигона, в ходе которого погибло до четверти его войска, не было решающим во время Второй войны диадохов.

## Предыстория
Вторая война диадохов за перераспределение власти в Македонской империи проходила как в Европе, так и в Азии. Регент империи Полиперхон назначил Эвмена «стратегом Азии». Главным противником Эвмена был Антигон, который подчинил своей власти бо́льшую часть Малой Азии. Также он победил в сражении при Византии македонский флот Полиперхона под командованием Клита, тем самым обезопасив свои владения от возможного нападения из Македонии. После этого Антигон направил свои усилия на уничтожение войска Эвмена. В это время в верхних сатрапиях происходила война между сатрапами. Эвмен был вынужден отправиться на восток, где на его сторону перешло большинство правителей верхних сатрапий. Союз с Антигоном заключили сатрап Мидии Пифон и Вавилонии Селевк.
Эвмен решил идти не на встречу Антигону, а отступить из Суз, где находилась казна с 15 тысячами талантов, на восток к горам уксиев. Фрурарху города Ксенофилу было приказано не вступать в сражение, не начинать переговоры и удерживать город. Антигон, прибыв под Сузы, оставил осаждать город своего военачальника Селевка, а сам отправился дальше.
Среди множества проблем при реконструкции событий периода войн диадохов существует сложность их датировки. Один из главных источников по истории войн диадохов Диодор Сицилийский использовал три античные хронологические системы — от года основания Рима, по афинским архонтам и античным Олимпийским играм. При описании событий, которые последовали за смертью Александра Македонского 11 июня 323 года до н. э., ни он ни другие авторы не привели точной их датировки. В современной историографии присутствуют три подхода к определению даты того или иного события войн диадохов, которые получили название «высокой» и «низкой» хронологии. Также Э. Ансон выделяет гибридный подход в датировке, который использует элементы «высокой» и «низкой» хронологий. По утверждению Э. Ансона, который датирует сражение на реке Копрат летом 316 года до н. э., после исследования Т. Бойи «Between High and Low: A Chronology of the Early Hellenistic Period» в историографии отдают предпочтение «низкой» хронологии. Соответственно сражение на реке Копрат могут датировать 317 или 316 годом до н. э.

## Битва
Диодор Сицилийский утверждал, что сражение произошло на реке Копрат, Плутарх — Паситигр. Река Копрат находится в 15 км восточнее Суз, а затем через 40 км впадает в Паситигр. Современные историки отдают предпочтение сведениям Диодора Сицилийского и называют данные Плутарха ошибочными. Также Диодор утверждал, что сражение состоялось в «сезон, когда восходит Собачья Звезда», то есть во второй половине июля.
Антигон достиг реки Копрат и начал готовиться к переправе. У военачальника не было достаточного количества лодок, чтобы преодолеть эту глубокую горную реку с быстрым течением шириной около 120 м. Он смог организовать переправу трёх тысяч пеших воинов, 400 всадников и шести тысяч фуражиров. В их задачу входило обустройство частокола для обороны и плацдарма для переправы основного войска. Этой ситуацией воспользовался Эвмен. Согласно Плутарху, остальные военачальники в его войске не заметили переправу сил Антигона на противоположный берег. Эвмен форсированным маршем преодолел 15 км и напал на неподготовленные силы Антигона с 4 тысячами пеших воинов и 1300 всадниками.
Фактор неожиданности и неподготовленность отрядов к обороне позволили Эвмену наголову разбить переправившуюся на противоположный берег часть войска. По мнению Б. Беннета и М. Робертса со стороны Антигона было большой ошибкой начинать переправу недалеко от лагеря Эвмена. Воины Антигона бросились к лодкам, но те затонули от перегрузки. Бо́льшая часть тех, кто пытался преодолеть реку вплавь, утонули. По образному выражению Плутарха, «Эвмен преградил … путь и дал сражение, где многих перебил и завалил реку трупами». В плен, согласно Диодору Сицилийскому, попало 4 тысячи человек. Всё это происходило на глазах Антигона, который на другом побережье мог только наблюдать за уничтожением части своего войска. Потери самого Эвмена были ничтожны.

## Последствия
Сражение на реке Копрат, хоть и стало чувствительным поражением для Антигона, не было решающим во Второй войне диадохов. Однако катастрофа, в ходе которой Антигон потерял около четвёртой части своего войска, вынудила военачальника отказаться от попытки переправиться через реку и дать Эвмену решающее сражение. С основным войском он повернул на север в сторону города Бадака, расположение которого неизвестно, на реке Керхе. Во время марша под палящим солнцем погибло много воинов. Затем Антигон решил отправиться в Мидию, где он мог не только пополнить своё войско, но и угрожать сатрапам верхних сатрапий.
Победа на реке Копрат упрочила за Эвменом славу талантливого военачальника. Четыре тысячи пленных пополнили его войско. В отличие от Антигона, который единолично принимал решения, Эвмен был вынужден получать одобрение со стороны правителей верхних сатрапий, так как он руководил объединённым войском. Они не поддержали идею преследования Антигона, в связи с чем Эвмен был вынужден отказаться от плана навязать противнику решающее сражения.